# Il budino magico (film)
Il budino magico è un film d'animazione australiano del 2001, basato sull'omonimo libro di Norman Lindsay.

## Trama
Polo Sud, 1957. Bill Bofonchia e il suo equipaggio della nave Saucy Soup Tureen stanno navigando attraverso le acque quando la loro nave si schianta. Bill, Sam Sawnoff, un pinguino, e Zuppa, hanno esaurito il cibo e quest'ultimo, accecato dalla fame, tenta di mangiare Sam. Improvvisamente dal cielo cade un budino magico, Albert, che può parlare e trasformarsi in budini di tutti i gusti. Dopo una lunga colluttazione tra Zuppa e i due amici per impossessarsi del budino, quest'ultimo cade da un dirupo ghiacciato, apparentemente morto, e per proteggere il budino da mani indiscrete, Bill decide di fondare un gruppo chiamato la Congrega dei Cavalieri del Budino Magico. Dieci anni dopo, nel 1967, un giovane koala di nome Koalino Bluegum scopre di non essere un orfano e intraprende una ricerca per trovare i suoi genitori, Meg e Tom Bluegum. Bill e Sam incontrano sulla strada Koalino e decidono di aiutarlo nell'impresa, grazie anche all'aiuto di una Rana dagli occhi verdi. Tuttavia, Koalino e i tre amici, dovranno vedersela di nuovo con Zuppa, che, nel frattempo, per vendicarsi dei suoi ex compagni, ha rapito tutti gli animali del paesino e gli stessi genitori di quest'ultimo.